# Zuidelijke oeverlibel
De zuidelijke oeverlibel (Orthetrum brunneum) is een echte libel (Anisoptera) uit de familie van de korenbouten (Libellulidae). In Nederland is het de minst voorkomende oeverlibel. De wetenschappelijke naam van de soort werd in 1837 als Libellula brunnea gepubliceerd door Étienne de Fonscolombe.

## Kenmerken
De zuidelijke oeverlibel is kleiner dan de gewone oeverlibel. Het achterlijf is smaller dan bij de gewone oeverlibel, maar breder dan bij de beekoeverlibel. De pterostigmata zijn roodbruin. Uitgekleurde mannetjes krijgen een geheel blauw uiterlijk. Het borststuk en achterlijf raken egaal lichtblauw berijpt, de ogen zijn blauwgrijs en het gezicht is zeer licht (wittig) blauw. Jonge mannetjes en vrouwtjes hebben een okerkleurig tot bruin achterlijf, met een dunne zwarte lengtestreep over het midden. Aan weerszijden van deze streep staat op de achterlijfssegmenten een stipje. De bovenkant van het borststuk is vrij egaal oker- of bruinkleurig, zonder duidelijk afgetekende lichte schouderstrepen. De lichaamslengte van volwassen dieren ligt tussen 41 en 49 millimeter.
De larve is 17–23 mm lang.

## Vliegtijd
De vliegtijd van de zuidelijke oeverlibel loopt van begin mei tot half september, met een piek vanaf de tweede helft van juni tot begin augustus.

## Gedrag en voortplanting
De eieren zijn klein, 0,3×0,5 mm, met conische polen of slechts één pool spits, omgeven door een dunne gellaag die in het water kleverig wordt. De larven leven ingegraven in fijn bodemmateriaal (fijn zand, slib, enz.), op onbeschaduwde plaatsen in ondiep water. Ze overwinteren twee of drie keer. Uitsluipen gebeurt van begin mei tot half augustus, met een piek van half juni tot eind juli. Jonge zuidelijke oeverlibellen zijn jagend aan te treffen op zonnige, beschutte plekken met korte vegetatie. Meestal jagen ze vanaf zitplaatsen op de grond. Geslachtsrijpe mannetjes verdedigen een 'territorium' aan de waterkant, door vanaf een zitplaats (meestal op de grond) korte inspectievluchten te maken. Andere mannetjes worden hierbij verjaagd. Na de paring zet het vrouwtje los van het mannetje de eitjes af, door in vlucht de punt van het achterlijf in het water te dippen. Het mannetje blijft daarbij vlak bij haar vliegen, om andere mannetjes op een afstand te houden.

## Habitat
De habitat van de zuidelijke oeverlibel bestaat uit kleine beekjes en kwelrijke plasjes met ondiep, snel opwarmend water. Er zijn meestal weinig planten in het water en op de oever aanwezig. In zuidelijk Europa komt de soort ook bij grotere en diepere beken voor. In Nederland worden populaties van de zuidelijke oeverlibel gevonden bij ondiepe, zwak stromende wateren en stilstaande plassen met kwelstroompjes aan de oever. Relatief veel Nederlandse populaties bevinden zich in groeves, zoals de ENCI-groeve, Groeve 't Rooth en de Steengroeve Winterswijk.

## Verspreiding en habitat

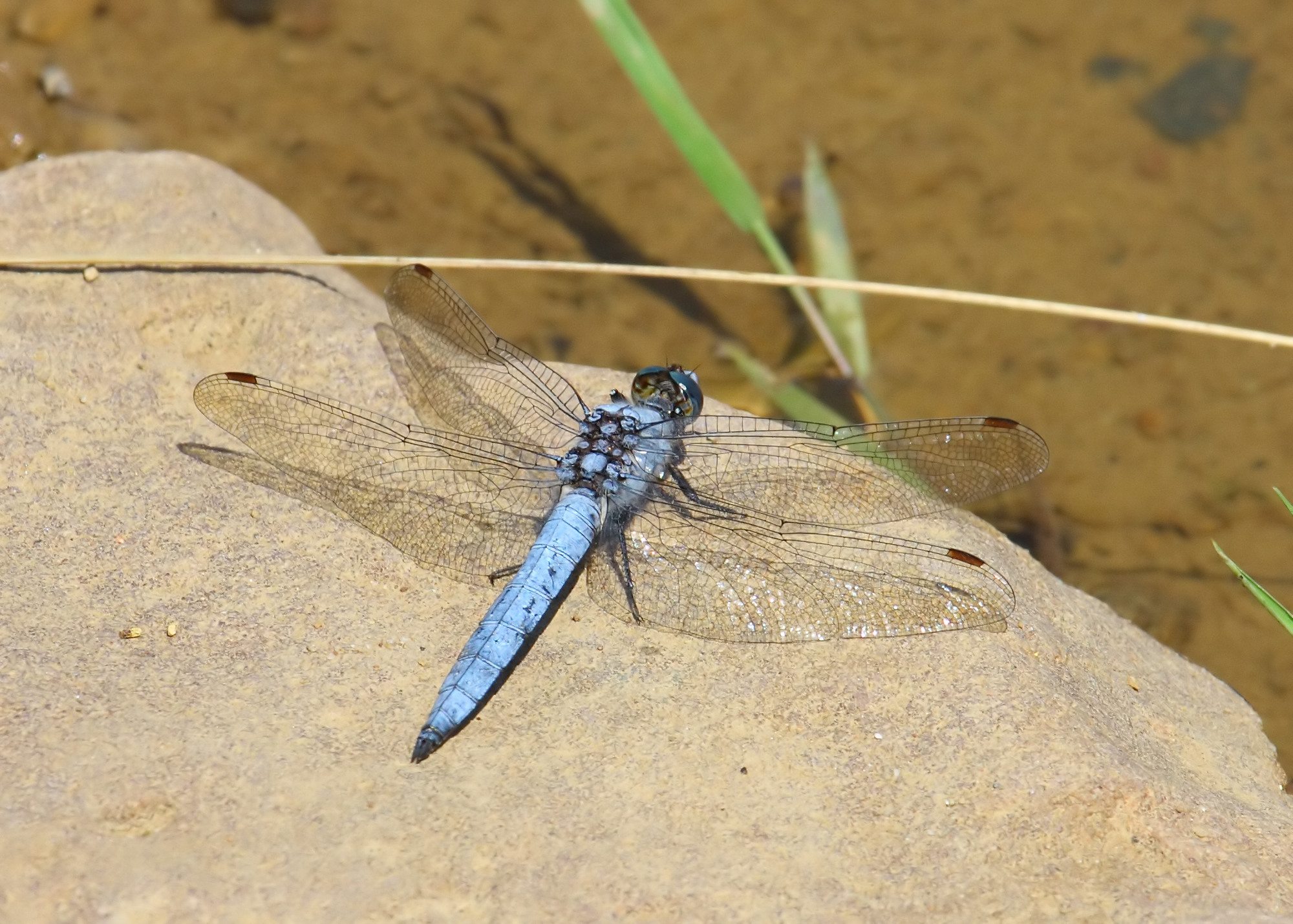
Exemplaar uit Duitsland

Het verspreidingsgebied van de zuidelijke oeverlibel loopt oostelijk tot Mongolië en zuidelijk tot in Noord-Afrika. In Europa is het een zuidelijke soort, die zijn areaal de laatste jaren naar het noorden heeft uitgebreid. De noordgrens loopt nu door Noord-Frankrijk, België, Nederland, Noord-Duitsland, Polen en Oekraïne. De soort komt soms voor in Wit-Rusland en de Baltische Staten en is schaars in hooggelegen gebieden, zoals de Alpen. In het Verenigd Koninkrijk en Ierland komt hij niet voor. In Nederland is de zuidelijke oeverlibel zeldzaam, met enkele populaties in Zuid-Limburg en de Achterhoek. Af en toe wordt de soort op nieuwe plaatsen waargenomen, maar de zuidelijke oeverlibel heeft zich niet zo sterk uitgebreid als veel andere zuidelijke libellensoorten.

## Verwante en gelijkende soorten
Verwarring is mogelijk met de gewone oeverlibel (Orthetrum cancellatum) en vooral de beekoeverlibel (Orthetrum coerulescens). De gewone oeverlibel is groter en iets breder gebouwd dan de zuidelijke oeverlibel; het achterlijf is meer pijlvormig. Uitgekleurde mannetjes gewone oeverlibel zijn herkenbaar aan een uitgebreide hoeveelheid zwart aan de achterlijfspunt, een bruin, onberijpt borststuk en zwarte pterostigmata. Vrouwtjes en jonge mannetjes gewone oeverlibel hebben een geel achterlijf met twee dikke zwarte lengtestrepen, in plaats van een dunne middenstreep. Beekoeverlibellen zijn kleiner en slanker gebouwd, ze hebben okergele tot lichtbruine in plaats van roodbruine pterostigmata en het gezicht is vaalbruin. Beide geslachten beekoeverlibel hebben opvallende lichte schouderstrepen. Vrouwtjes en jonge mannetjes van de beekoeverlibel zijn verder nog van de zuidelijke oeverlibel te onderscheiden doordat de stipjes boven op de achterlijfssegmenten meestal met de middenstreep verbonden zijn, waardoor ze dwarsstreepjes vormen.

## Bedreigingen en bescherming
De soort staat op de Rode Lijst van de IUCN als niet bedreigd, beoordelingsjaar 2019. Op de Nederlandse Rode Lijst (2004) geldt hij als gevoelig.